# Lo Clapièr
Lo Clapièr (en francès  Le Clapier) és un municipi francès situat al departament de l'Avairon i a la regió d'Occitània.

## Demografia
| 1962                                       | 1968 | 1975 | 1982 | 1990 | 1999 | 2006 |
| ------------------------------------------ | ---- | ---- | ---- | ---- | ---- | ---- |
| 73                                         | 96   | 79   | 71   | 67   | 65   | 76   |
| Des de 1962: població sense dobles comptes |      |      |      |      |      |      |

## Administració
| Període | Identitat            | Partit |
| ------- | -------------------- | ------ |
| 2001-   | Raymond Fabreguettes |        |